# Турошль (гміна)
Гміна Турошль (пол. Gmina Turośl) — сільська гміна у східній Польщі. Належить до Кольненського повіту Підляського воєводства.
Станом на 31 грудня 2011 у гміні проживало 5197 осіб.

## Територія
Згідно з даними за 2007 рік площа гміни становила 198.43 км², у тому числі:
- орні землі: 68.00%
- ліси: 26.00%

Таким чином, площа гміни становить 21.12% площі повіту.

## Населення
Станом на 31 грудня 2011:
| Опис     | Загалом | Загалом | Чоловіки | Чоловіки | Жінки | Жінки |
| -------- | ------- | ------- | -------- | -------- | ----- | ----- |
| одиниця  | осіб    | %       | осіб     | %        | осіб  | %     |
| все      | 5197    | 100     | 2751     | 52.93    | 2446  | 47.07 |
| міське   | 0       | 100     | 0        |          | 0     |       |
| сільське | 5197    | 100     | 2751     | 52.93    | 2446  | 47.07 |

## Сусідні гміни
Гміна Турошль межує з такими гмінами: Збуйна, Кольно, Лисе, Піш.